# Bob Heffron

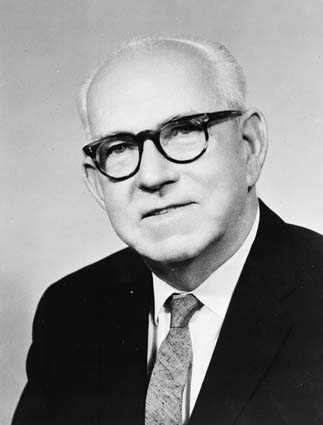
Bob Heffron (1963)

Robert „Bob“ James Heffron (* 10. September 1890 in Thames, Neuseeland; † 27. Juli 1978 in Sydney) war ein australischer Gewerkschaftsfunktionär und Politiker der Australian Labor Party (ALP), der zwischen 1930 und 1968 Mitglied im Parlament von New South Wales sowie von 1959 bis 1964 Premier von New South Wales war.

## Leben

### Berufliche Tätigkeiten, Gewerkschaftsfunktionär und Einwanderung nach Australien
Robert „Bob“ James Heffron war der Sohn des aus Irland nach Neuseeland eingewanderten Schmieds Michael Heffron und dessen Ehefrau Ellen Heath und besuchte zunächst Schulen in Hikutaia. Nach dem Schulbesuch begann er eine Tätigkeit in einer Goldaufbereitungsanlage und absolvierte ein Abendstudium der Metallurgie an der Thames School of Mines, einer Technischen Fachhochschule. 1909 begann er eine mehrjährige Reise durch die USA, wo er als Maultiertreiber, Gerüstbauer und Hilfsarbeiter tätig war. Nach seiner Rückkehr nach Neuseeland trat er 1912 in Waikino der New Zealand Socialist Party (NZSP) bei und war einer der führenden Organisatoren des Streiks in den Goldminen von Waihi, ein Arbeitskampf, bei dem die Streikenden zunächst unterlagen und entlassen wurden, und der in Neuseeland als der Beginn der neuseeländischen Arbeiterbewegung gilt. Er war danach Organisator des Allgemeinen Gewerkschaftsbundes (General Workers’ Union) in Auckland und absolvierte ein zweijähriges Abendstudium an der University of Auckland.
1919 wanderte Heffron nach Australien aus und ließ sich zunächst in Melbourne nieder, wo er Mitglied der Victoria Socialist Party, der Sozialistischen Partei von Victoria wurde, und als Organisator des Verbandes der Bekleidungsgewerkschaften (Federation Clothing Trades’ Union) tätig war. Danach siedelte er nach Sydney und war zwischen 1921 und 1930 in Sekretär der Gewerkschaft der Schiffsstewards (Marine Stewards’ Union) in New South Wales. Er wurde wegen angeblicher Verschwörung beim Streik in Port Lyttelton 1925 verhaftet, kurz darauf aber entlassen.

### Mitglied des Parlaments und Minister in New South Wales

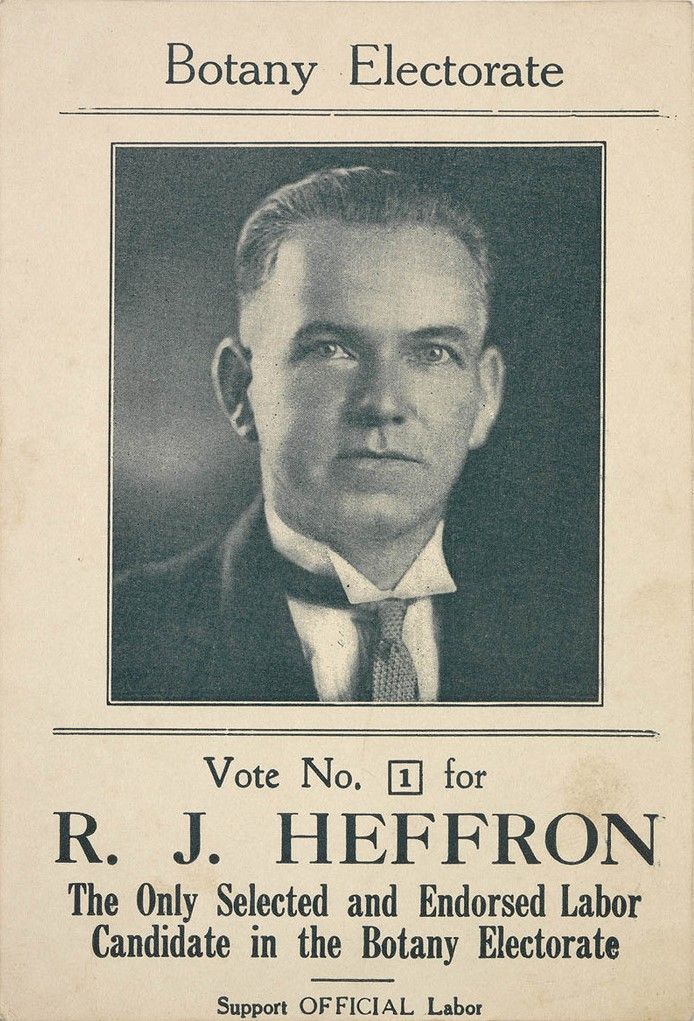
Wahlplakat von Bob Heffron (1927)

Am 25. Oktober 1930 wurde Bob Heffron für die Australian Labor Party (ALP) erstmals Mitglied im Parlament von New South Wales und vertrat in der Legislativversammlung (New South Wales Legislative Assembly) bis zum 22. Mai 1950 zunächst fast zwanzig Jahre lang den Wahlkreis Botany sowie im Anschluss zwischen dem 17. Juni 1950 und dem 23. Januar 1968 weitere fast 18 Jahre lang den Wahlkreis Maroubra. 1938 wurde er Vorsitzender der neu gegründeten Industrial Labor Party, die bereits 1939 in der ALP aufging. Am 16. Mai 1941 übernahm er sein erstes Regierungsamt und fungierte im Kabinett von Premierminister William John McKell zunächst bis zum 8. Juni 1944 als Minister für nationale Notdienste (Minister for National Emergency Services). Im Anschluss wurde er im Kabinett McKell am 8. Juni 1944 Bildungsminister (Minister for Education) und übte dieses Ministeramt zwischen dem 6. Februar 1947 und dem 2. April 1952 auch im Kabinett von Premierminister James McGirr aus. 1947 wurde er Ehrenmitglied der Royal Australian Historical Society und erhielt 1952 einen Ehrendoktortitel der Literaturwissenschaften (Hon. D.Litt.) der Universität Sydney.
Heffron war zwischen 1952 und 1959 als Deputy Leader of the NSW Labor Party stellvertretender Vorsitzender der Arbeiterpartei in New South Wales. Im Kabinett von Premierminister Joseph Cahill bekleidete er zwischen dem 23. Februar 1953 und dem 23. Oktober 1959 die Posten als stellvertretender Premierminister (Deputy Premier) sowie zugleich wieder als Bildungsminister. Darüber hinaus übernahm er vom 23. Februar bis zum 16. September 1953 das Amt als Bergbauminister (Secretary for Mines). Er fungierte zudem für Cahill zwischen dem 6. April und dem 22. Juli 1958 als kommissarischer Premierminister (Acting Premier) und als kommissarischer Schatzminister (Acting Treasurer). 1955 erhielt er von der University of New South Wales (UNSW) einen Ehrendoktortitel der Wissenschaften (Hon. D.Sc.) sowie 1956 von der UNE einen weiteren Ehrendoktortitel der Literaturwissenschaften.

### Premierminister von New South Wales

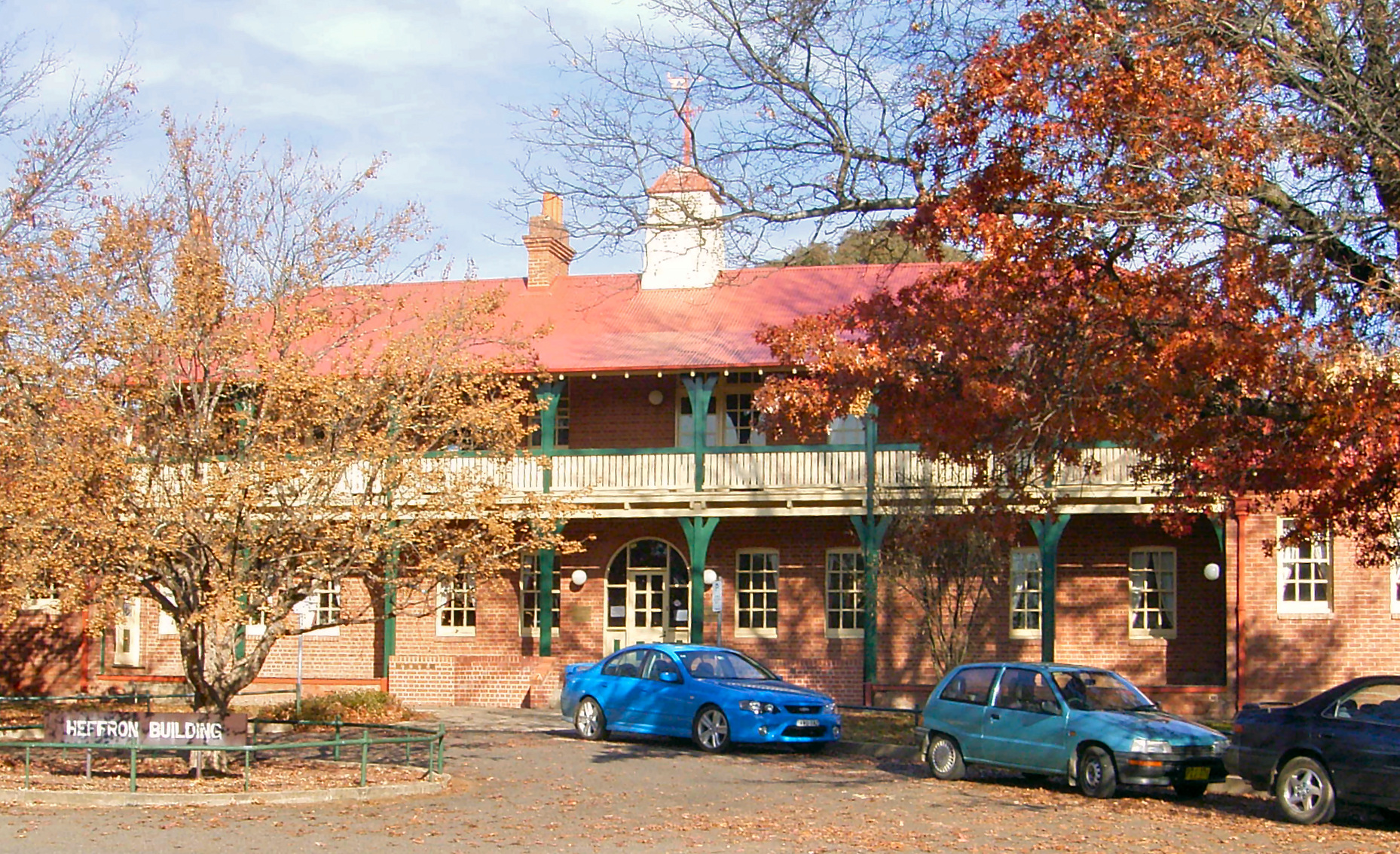
Das nach Bob Heffron benannte Heffron Building der Charles Sturt University auf dem Campus in Bathurst.

Nach dem Tode von Joseph Cahill am 22. Oktober 1959 übernahm Bob Heffron die Funktion als Leader of the NSW Labor Party und damit als Vorsitzender der Arbeiterpartei sowie zugleich als Premier von New South Wales. Er bekleidete diese Posten bis zum 30. April 1964. In seinem Kabinett bekleidete er zwischen dem 23. Oktober und dem 28. Oktober 1959 zunächst auch das Amt als Schatzminister sowie vom 23. Oktober 1959 bis zum 31. Mai 1960 auch weiterhin als Bildungsminister. Im weiteren Verlauf seiner Amtszeit bekleidete er vom 10. November 1960 bis zum 8. Januar 1961 sowie erneut zwischen dem 22. November 1961 und dem 2. Januar 1962 den Posten als kommissarischer Schatzminister. Aus den Parlamentswahlen am 3. März 1962 ging die Labour Party mit 48,57 Prozent als klarer Sieger hervor und erhielt mit 49 der 94 Sitze in der Legislativversammlung eine knappe absolute Mehrheit von einem Sitz, während das Wahlbündnis aus Liberal Party und Country Party unter dem liberalen Spitzenkandidaten Robert Askin 44,22 Prozent und damit 44 Sitze erhielt.
Nach viereinhalbjähriger Amtszeit trat Heffron am 30. April 1964 zurück, woraufhin Jack Renshaw neuer Premierminister und Vorsitzender der Labour Party in New South Wales wurde. Er blieb noch vier Jahre bis zum 23. Januar 1968 Mitglied der Legislativversammlung und zog sich dann aus dem politischen Leben zurück.
Heffron gehörte zuerst der römisch-katholischen Kirche an, wurde dann missionierender Rationalist und schließlich selbsternannter Protestant. Aus seiner am 29. Dezember 1917 geschlossenen Ehe mit Jessie Bjornstad gingen zwei Töchter hervor. Nach seinem Tode wurde er auf dem Friedhof der St Stephen’s Uniting Church beigesetzt.

## Hintergrundliteratur
- Matthew Jordan: A Spirit of True Learning. The Jubilee History of the University of New England, Sydney, University of New South Wales Press, 2004, ISBN 978-0-86840-663-3
- David Clune, Gareth Griffith: Decision and Deliberation. The Parliament of New South Wales, 1856–2003, Leichhardt, The Federation Press, 2006, ISBN 978-1-86287-591-3.
- Stephen Curtis: The Leaving Certificate in New South Wales from 1939 to 1962, in: Peter Grootenboer, Robyn Zevenbergen (Herausgeber): MERGA 29 – Identities, Cultures and Learning Spaces, Band 1, Adelaide, Mathematics Education Research Group of Australasia Inc., 2006, ISBN 1-920846-12-3
- Lynn Lovelock, John Evans: New South Wales Legislative Council Practice, Leichhardt, The Federation Press, 2008, ISBN 978-1-86287-651-4.
- Katie Bird: Robert James Heffron – A Founding Father of UNSW, in: Origins. Newsletter of the UNSW Archives (12): 2–3, 2009 (Onlineversion)